# کله‌خر سه‌بعدی
کله‌خر سه‌بعدی (انگلیسی: Jackass 3D) یا کله‌خر ۳، یک فیلم کمدی واقع‌نما به‌صورت سه‌بعدی است که در سال ۲۰۱۰ در ایالات متحده آمریکا به کارگردانی جف ترمین ساخته شد. این فیلم سومین قسمت از مجموعهٔ سینمایی «کله‌خر» و دنباله‌ای بر فیلم «کله‌خر شماره ۲» (محصول ۲۰۰۶) است. در این فیلم بازیگران همیشگی «کله‌خر» شامل جانی ناکس‌ویل، بم مارگرا، رایان دان، استیو-او، «خطرناک اهرن» مک‌گهی، دیو انگلند، پرستون لیسی، وی من و کریس پونتیوس حضور دارند. این آخرین فیلم «کله‌خر» با حضور رایان دان است که پیش از درگذشتش در سال ۲۰۱۱ بازی کرده و همچنین آخرین حضور اصلی مارگرا پیش از ترک مجموعه در سال ۲۰۲۰ (وی به‌طور مختصر در فیلم «کله‌خر برای همیشه» حضور دارد). همچنین آخرین حضور ریپ تیلور در این مجموعه نیز هست که در اکتبر ۲۰۱۹ درگذشت.
این فیلم در تاریخ ۱۵ اکتبر ۲۰۱۰ توسط پارامونت پیکچرز به‌صورت سه‌بعدی در سینماهای آمریکا اکران شد و هم‌زمان دهمین سالگرد مجموعهٔ تلویزیونی «جک‌اس» را نیز گرامی داشت. این فیلم نقدهای عمدتاً مثبتی از سوی منتقدان دریافت کرد و با بودجه‌ای ۲۰ میلیون دلاری، ۱۷۱٫۷ میلیون دلار در سراسر جهان فروش داشت. دنباله‌ای با عنوان «کله‌خر برای همیشه» در ۴ فوریهٔ ۲۰۲۲ منتشر شد و بازخوردهای مثبتی دریافت کرد.
صحنه‌های باقی‌مانده و استفاده‌نشدهٔ فیلم، در نسخه‌ای گسترش‌یافته با عنوان «کله‌خر ۳.۵» در تاریخ ۱۴ ژوئن ۲۰۱۱ بر روی دی‌وی‌دی و بلو-ری عرضه شد.

## داستان
فیلم با حضور افتخاری بیویس و بات‌هد آغاز می‌شود که توضیحاتی دربارهٔ فناوری سه‌بعدی ارائه می‌دهند. به سبک همیشگی این دو شخصیت، بحث آن‌ها به درگیری فیزیکی می‌انجامد و برخی حرکات با طراحی ویژه به‌صورت برجسته از صفحه نمایش خارج می‌شوند. سکانس آغازین شامل صف‌بندی اعضای گروه در رنگ‌های رنگین‌کمان است، در حالی که نسخه‌ای اپرایی از موسیقی تِم «جک‌اس» با عنوان «کرونا» پخش می‌شود. پس از معرفی فیلم توسط جانی ناکس‌ویل، هر کدام از اعضا بدل‌کاری‌های کوچکی را در کنار اشیای مختلف و با حرکت آهسته انجام می‌دهند، با موسیقی «The Kids Are Back» از گروه توئیستد سیستر. بسیاری از این صحنه‌ها با دوربین‌های فنتوم با نرخ ۱۰۰۰ فریم در ثانیه فیلم‌برداری شده‌اند.
از بدل‌کاری‌ها و شوخی‌های برجستهٔ فیلم می‌توان به این موارد اشاره کرد: جانی ناکس‌ویل با بدنی استتارشده در برابر حملهٔ گاوی قرار می‌گیرد؛ بم مارگرا در تلاشی برای شوخی با جف ترمین به گودالی پر از مار می‌افتد؛ رایان دان و استیو-او در حالی که ساز می‌زنند، با قوچی نر مواجه می‌شوند؛ استیو-او عرق پرستون لیسی را پس از تمرین روی دستگاه ورزشی می‌نوشد؛ بم با چسب فوق‌قوی دست‌هایش را به سینهٔ پرستون لیسی و فیل مارگرا می‌چسباند؛ اهرن مک‌گهی دندان کج خود را با لامبورگینی بم می‌کَند؛ دیو انگلند و استیو-او با توپ بازی با کندوی زنبور عسل «تتر‌بال» بازی می‌کنند؛ جاش براون بازیکن حرفه‌ای لیگ ملی فوتبال آمریکا، توپ فوتبال را به صورت پرستون لیسی می‌کوبد؛ وی من در نزاعی در میخانه با چند کوتاه‌قد دیگر درگیر می‌شود؛ و کریس پونتیوس با بالگرد کنترلی کوچکی که به آلت تناسلی‌اش بسته شده، پرواز می‌کند.
در بدل‌کاری پایانی، استیو-او در داخل یک توالت سیارِ پر، با طناب بانجی به هوا پرتاب می‌شود. سکانس پایانی نیز مشابه سکانس آغازین ساخته شده: ناکس‌ویل اعلام می‌کند که «می‌خواهد فیلم را به پایان برساند» و دستهٔ دینامیتی قدیمی را فشار می‌دهد؛ پس از آن‌که انفجار اول تنها موجب خروج هوای خالی از یک پینیاتا می‌شود، همه‌چیز در اتاق با انفجارهای بزرگ نابود می‌شود و اجزای منفجرشده به سمت اعضای گروه پرتاب می‌شود (مانند آغاز فیلم، همه در حرکت آهسته) و موسیقی پیوتر ایلیچ چایکوفسکی یعنی اوورتور ۱۸۱۲ نواخته می‌شود. پس از پایان انفجارها، اعضای گروه با موجی از استخر مواج شسته می‌شوند. مانند دو فیلم پیشین «جک‌اس»، کمدین ریپ تیلور پیش از آغاز تیتراژ نهایی ظاهر شده و پایان فیلم را با نمایشی اغراق‌آمیز جشن می‌گیرد.

## بازیگران
- شان ویلیام  اسکات جانی ناکسویل
- راین دان
- جیسون اکونیا
- کریس پونتیوس
- دیو انگلند
- تونی هاک
- پرستون لیسی